# Docalidia dextra
Docalidia dextra är en insektsart som beskrevs av Nielson 1990. Docalidia dextra ingår i släktet Docalidia och familjen dvärgstritar. Inga underarter finns listade i Catalogue of Life.